# Abell 2029
Abell 2029 è un notevole ammasso di galassie situato in direzione della costellazione della Vergine.
Conta circa un centinaio di galassie giganti, tra cui una in particolare, IC 1101, nota per essere la più grande galassia conosciuta. La distanza dell'ammasso è stimata intorno ai 1070 milioni di anni-luce. Le altre componenti non possono essere osservate con semplici strumenti amatoriali, data l'enorme distanza.
È un componente del superammasso di galassie SCl 154.

## Collegamenti esterni

Abell 2029 (Palomar Observatory)

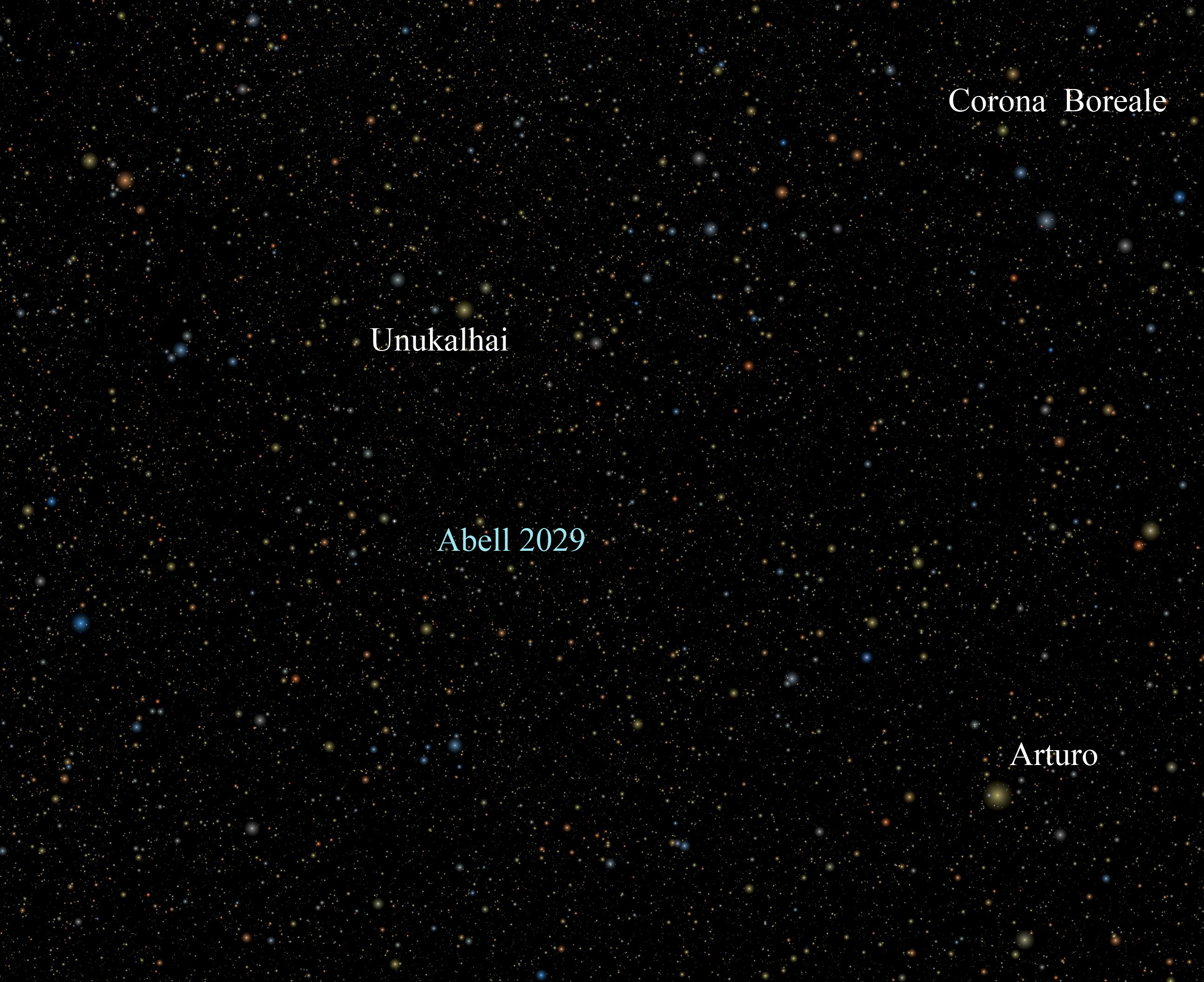
La posizione in cielo di Abell 2029, con in risalto le stelle luminose più vicine.